# Вороновский, Дмитрий Анатольевич
Дмитрий Анатольевич Вороновский (род. 3 января 1997 года) — украинский тяжелоатлет, бронзовый призёр чемпионата Европы 2021 и 2022 годов. Трёхкратный чемпион Европы среди молодёжи.

## Карьера
В 2016, 2017 и 2019 годах Дмитрий Вороновский становился чемпионом Европы по тяжёлой атлетике в весовой категории до 56 кг среди спортсменов не достигших возраста 23-х лет.
В апреле 2021 года на чемпионате Европы в Москве, в весовой категории до 55 кг, Дмитрий занял итоговое третье место с результатом 247 килограммов. В упражнении «рывок» он стал четвёртым с результатом 110 кг, а в упражнении «толчок» с весом 137 кг завоевал малую бронзовую медаль.
В декабре 2021 года принял участие в чемпионате мира, который состоялся в Ташкенте. В весовой категории до 55 килограммов, Дмитрий по сумме двух упражнений с весом 236 кг занял итоговое 110-е место.
В мае 2022 года на чемпионате Европы в Тиране, в весовой категории до 55 кг, украинец занял итоговое третье место с результатом 242 килограмма.

## Достижения
Чемпионат Европы
| Результат | Вес      | Год  | Место соревнований | Рывок | Толчок | Общий вес |
| Бронза    | до 55 кг | 2021 | Москва, Россия     | 110,0 | 137,0  | 247,0     |
| Бронза    | до 55 кг | 2022 | Тирана, Албания    | 108,0 | 134,0  | 242,0     |

## Статистика
| Год                                  | Место                              | Турнир                             | Рывок                              | Рывок                              | Рывок                              | Рывок                              | Толчок                             | Толчок                             | Толчок                             | Толчок                             | Итог                               | Место                              |
| Год                                  | Место                              | Турнир                             | 1                                  | 2                                  | 3                                  | Место                              | 1                                  | 2                                  | 3                                  | Место                              | Итог                               | Место                              |
| Чемпионат мира по тяжёлой атлетике   | Чемпионат мира по тяжёлой атлетике | Чемпионат мира по тяжёлой атлетике | Чемпионат мира по тяжёлой атлетике | Чемпионат мира по тяжёлой атлетике | Чемпионат мира по тяжёлой атлетике | Чемпионат мира по тяжёлой атлетике | Чемпионат мира по тяжёлой атлетике | Чемпионат мира по тяжёлой атлетике | Чемпионат мира по тяжёлой атлетике | Чемпионат мира по тяжёлой атлетике | Чемпионат мира по тяжёлой атлетике | Чемпионат мира по тяжёлой атлетике |
| ------------------------------------ | ---------------------------------- | ---------------------------------- | ---------------------------------- | ---------------------------------- | ---------------------------------- | ---------------------------------- | ---------------------------------- | ---------------------------------- | ---------------------------------- | ---------------------------------- | ---------------------------------- | ---------------------------------- |
| 2021                                 | Ташкент, Узбекистан                | до 55 кг                           | 105                                | 108                                | 108                                | 13                                 | 128                                | 131                                | 135                                | 9                                  | 236                                | 11                                 |
| Чемпионат Европы по тяжёлой атлетике |                                    |                                    |                                    |                                    |                                    |                                    |                                    |                                    |                                    |                                    |                                    |                                    |
| 2021                                 | Москва, Россия                     | до 55 кг                           | 106                                | 110                                | 112                                | 4                                  | 133                                | 137                                | 140                                | 3                                  | 247                                | 3                                  |
| 2022                                 | Тирана, Албания                    | до 55 кг                           | 108                                | 112                                | 112                                | 5                                  | 133                                | 134                                | 140                                | 3                                  | 242                                | 3                                  |